# Haplochromis obtusidens
Espèce
Synonymes
- Gaurochromis obtusidens (Trewavas, 1928)

Statut de conservation UICN

 DD  : Données insuffisantes
Haplochromis obtusidens est une espèce de poissons de la famille des Cichlidae endémique du lac Victoria en Afrique.